# 한국 남부
한국 남부(韓國南部)는 남북으로 긴 한국(한반도)을 북부·중부·남부로 크게 3등분할 때에 사용되는 말로, 위도상으로는 대략 북위(北緯) 33° ~ 37°에 해당하며, 흔히 '남부 지역'이라고 일컫는다. 따라서 남부 지역은 일반적으로 호남 지방(전라도), 영남 지방(경상도), 호서 지방(충청도) 그리고 제주 지방을 가리킨다.

## 해당 지역
- 호서 지방(湖西地方) - 충청남도 · 충청북도 · 대전광역시 · 세종특별자치시
- 호남 지방(湖南地方) - 전라남도 · 전북특별자치도 · 광주광역시
- 영남 지방(嶺南地方) - 경상남도 · 경상북도 · 부산광역시 · 대구광역시 · 울산광역시
- 제주 지방

## 같이 보기
- 한국 중부
- 한국 북부
- 삼남 지방

## 참조

### 내용주
1. ↑  국토지리정보원에 따르면 호남 지방에 제주도를 포함하고 있지만,[1] 한국민족문화대백과사전에서는 호남 지방을 전라도의 별칭으로 규정하고 있다.[2]